# Werner Salzmann
Werner Salzmann, né le 5 novembre 1962 à Wabern (originaire d'Eggiwil), est une personnalité politique suisse, membre de l'Union démocratique du centre (UDC).
Il est député du canton de Berne au Conseil national à partir de novembre 2015, puis au Conseil des États à partir de décembre 2019.

## Biographie
Werner Salzmann naît le 5 novembre 1962 à Gurtendorf bei Wabern, localité rattachée à la commune de Köniz. Il est originaire d'une autre commune bernoise, Eggiwil, dans l'Emmental. Il est l'aîné d'une famille paysanne de trois enfants,. Son père, également prénommé Werner, est membre du comité politique du Parti des paysans, artisans et indépendants. Sa mère est membre de la famille élargie du conseiller fédéral Rudolf Minger. Ils reprennent une ferme à Mülchi, à 20 km au nord de Berne, lorsque Werner Salzmann a 12 ans.
Après un apprentissage de paysan, au cours duquel il passe un an à Chavannes-le-Chêne dans le canton de Vaud, il obtient un diplôme d'ingénieur agronome de la Haute école des sciences agronomiques, forestières et alimentaires à Zollikofen,,.
Il fait par la suite une formation d'expert fiscal, puis travaille pour l'administration fiscale bernoise, comme chef expert agricole.
Sa carrière militaire le mène jusqu'au grade de colonel. Il est par ailleurs président de l'Association bernoise de tir de 2009 à 2021.
Il est marié à Rosmarie Salzmann, dite Romy,, qui exerce la profession d'enseignante,, et père de quatre enfants. Il habite à Mülchi, localité rattachée à la commune bernoise de Fraubrunnen.

## Parcours politique
Il préside la section UDC de la commune de Mülchi de 1988 à 1996.
Il est président de l'UDC bernoise du 31 octobre 2012 au 30 juin 2021. C'est sous sa direction que son parti parvient à récupérer son deuxième siège au gouvernement bernois, permettant à la droite de redevenir majoritaire.
Candidat au Conseil national en octobre 2011, il n'est pas élu pour une voix d'écart par rapport à l'un de ses colistiers. Il est élu au Conseil national en 2015. Il y siège à la Commission de la politique de sécurité (CPS), qu'il préside de novembre 2017 à décembre 2019 puis à nouveau à partir de fin 2021, et à la Commission de gestion (CdG) à partir de juin 2019.
Il est élu au Conseil des États le 17 novembre 2019, en s'imposant devant la Verte Regula Rytz, arrivée devant lui au premier tour. Il y siège dans les mêmes commissions qu'à la Chambre basse du Parlement, ainsi qu'à la Commission des transports et des télécommunications (CTT). Il est réélu tacitement lors des élections fédérales d'octobre 2023 après être arrivé en deuxième position au premier tour,.
Début octobre 2022, il se porte candidat à la succession d'Ueli Maurer au Conseil fédéral.

### Positionnement politique
Il appartient à l’aile dure de son parti, s'opposant notamment à l'accord institutionnel avec l'Union européenne et refusant une régulation de l'État dans la transition énergétique.
Ses thèmes de prédilection sont la sécurité, l'armée, l'obligation de service et un droit libéral sur les armes, ainsi que la politique agricole. Il préside en 2008 et 2009 le comité opposé à l'initiative populaire fédérale « Pour la protection face à la violence des armes » et dirige  de fin 2018 à mai 2019 la campagne référendaire contre le durcissement de la législation sur les armes.
Il est membre de l'Action pour une Suisse indépendante et neutre.